# یواس‌بی فلش درایو

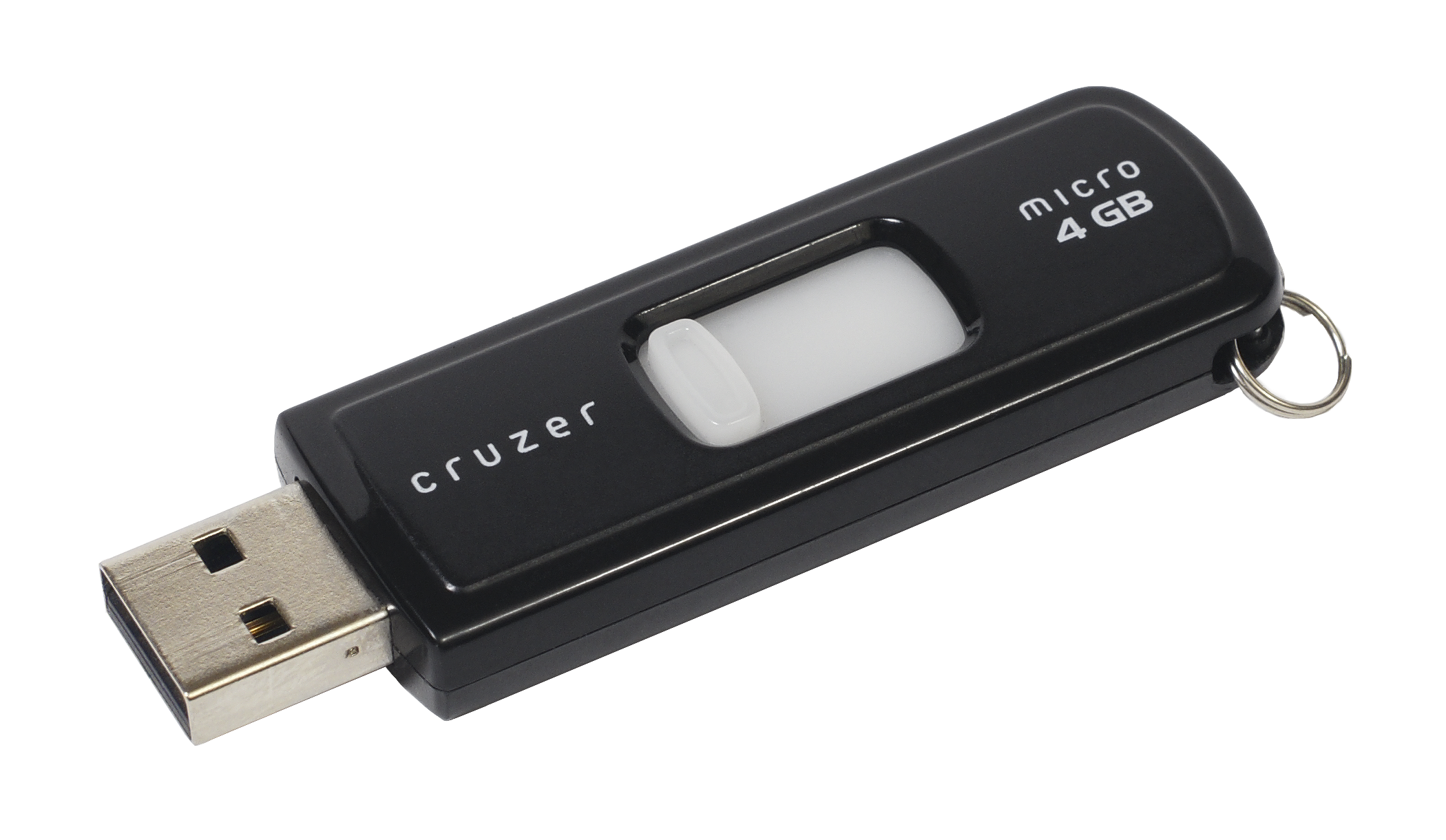
نمونه‌ای از فلش دیسک

یواس‌بی فلش درایو، یک رسانهٔ ذخیره‌سازی است که با وجود کوچک‌بودن ظرفیت بالایی دارد. در یواس‌بی فلش درایو، از حافظه‌ای استفاده شده‌است که از قطعات حالت جامد الکتریکی ساخته شده‌است. برای استفاده از یواس‌بی فلش درایو کافی است آن را به یواس‌بی وصل کرد. یواس‌بی فلش درایو در ظرفیت‌های متفاوتی ساخته می‌شود و شاید روزی جایگزین دیسک سخت شود. یواس‌بی فلش درایو را کول‌دیسک نیز می‌نامند.